# ESSA-1
ESSA 1 – amerykański satelita meteorologiczny, który został opracowany w oparciu o projekt satelitów typu TIROS i kontynuował ich misję dostarczania zdjęć telewizyjnych całej dziennej półkuli Ziemi. 

## Budowa i działanie
Szkielet satelity wykonano z aluminium i stali nierdzewnej. Kadłub miał kształt graniastosłupa o podstawie osiemnastokątnej. Energi satelicie dostarczało 10 tysięcy ogniw fotowoltaicznych o wymiarach 1x2 cm rozmieszczonych na jego bokach, które służyły do ładowania 21 akumulatorów NiCd. Stabilizację na orbicie zapewniał ruch obrotowy o prędkość 9,2 obrotu na minutę, utrzymywany przez magnetyczny system kontroli położenia (Magnetic Attitude Spin Coil, MASC). Jego układem wykonawczym była cewka, a konieczny dla kontroli pozycji moment obrotowy wytwarzała interakcja ziemskiego pola magnetycznego z polem magnetycznym (prądem) zaindukowanym w statku. Dodatkowy system stabilizacji zapewniało pięć stałopędnych silniczków zamontowanych na obwodzie jego spodu.
Do łączności z Ziemią używano pojedynczej anteny monopolowej. Umieszczona była na szczycie statku. Dwie anteny dipolowe (4 pręty wystające  ze spodu statku) służyły do nadawania telemetrii. Kamery wyzwalały się automatycznie po wejściu Ziemi w pole widzenia. Zdjęcia były przesyłane bezpośrednio na Ziemię lub nagrywane na rejestratorze. Statek wyposażono w dwie bliźniacze niezależne szerokokątne kamery telewizyjne typu Vidicon. Zespoły te mogły pracować jednocześnie lub na zmianę.
Satelita działał poprawnie do 6 października 1966 roku, kiedy to awarii uległy jego kamery telewizyjne. Ostateczne wyłączenie z eksploatacji nastąpiło 8 maja 1967 roku.